# Isle Abbots
Isle Abbots is een civil parish in het bestuurlijke gebied South Somerset, in het Engelse graafschap Somerset met 205 inwoners.